# Škoda 27Tr
Škoda 27Tr (od roku 2022 obchodním názvem T'City 18) je kloubový nízkopodlažní trolejbus vyráběný českou firmou Škoda Electric s využitím karoserie od společnosti Solaris Bus & Coach. Obdobným typem trolejbusu se shodnou vozovou skříní je model Solaris Trollino 18.

## Historie
Prototyp trolejbusu 27Tr, který byl vyroben v roce 2009, byl roku 2010 společně se dvěma dvanáctimetrovými vozy Škoda 26Tr dodán Dopravnímu podniku Ostrava. Prototyp 27Tr vyjel na první zkušební jízdy v Plzni kolem Vánoc 2009, v Ostravě 4. února 2010 a do zkušebního provozu s cestujícími byl poprvé vypraven 11. února 2010 s evidenčním číslem 3802. Jako typ byl vůz 27Tr Drážním úřadem schválen ještě v prvním čtvrtletí roku 2010.
Jeden ze dvou trolejbusů 27Tr určených pro Plzeňské městské dopravní podniky vyjel v Plzni na první zkušební jízdu bez cestujících 22. července 2010. V provozu s cestujícími se poprvé objevil 27. září 2010 s evidenčním číslem 526. Zbylé vozy z šestikusové dodávky označené čísly 525 a 527 až 530 byly do provozu zařazeny do konce roku 2010. Dalších šest trolejbusů bylo dodáno v listopadu 2012 (č. 535–539), posledních pět v únoru 2012 (č. 540–544).
Jedenáct vozů 27Tr bylo v letech 2013 a 2014 dodáno Dopravní společnosti Zlín–Otrokovice. Dva vozy byly na podzim 2013 dodány do Českých Budějovic. V letech 2014 a 2015 bylo vyrobeno 10 trolejbusů 27Tr pro Dopravní podnik města Ústí nad Labem; bude se jednat o první vozy tohoto typu v Česku, které mají kvůli místnímu kopcovitému terénu hnací střední nápravu.
Smlouvu na dodávku 50 trolejbusů 27Tr s pomocným dieselagregátem uzavřela Škoda Electric se společností Stoličen Elektrotransport, která provozuje trolejbusovou dopravu v Sofii. Tyto vozy byly do Bulharska dodány v letech 2013 a 2014.
V letech 2014–2018 měla dodat Škoda Electric firmě Rīgas satiksme, dopravnímu podniku v lotyšské Rize, 125 vozů 27Tr s dieselagregátem; součástí kontraktu byla také opce na dalších 38 trolejbusů.
V září 2014 podepsala Škoda Electric smlouvu na dodávku 6 trolejbusů pro Dopravní podnik Ostrava, na kterou měla navázat dodávka 2 trolejbusů v roce 2017. V říjnu 2016 dodala Škoda Electric do Českých Budějovic první dva kloubové trolejbusy s pomocným bateriovým pohonem. V roce 2016 uzavřela Škoda Electric smlouvu na dodávku 12 trolejbusů 27Tr do Žiliny, které byly jako první vyrobeny v karoserii Solaris Urbino IV. generace. V dubnu 2017 vyhrála Škoda Electric tendr na dodávku 2 trolejbusů 27Tr se superkapacitory do Ostravy. V srpnu 2017 podepsala Škoda Electric smlouvu na dodávku 10 trolejbusů typu 27Tr pro Dopravní podnik měst Chomutova a Jirkova.
V roce 2018 bylo dodáno do Českých Budějovic 11 trolejbusů s bateriovým pohonem v karoserie IV. generace jako vůbec první v České republice. V lednu 2021 vyhrála Škoda Electric tendr na dodávku 20 trolejbusů pro Dopravní podnik města Brna s opcí na dalších 20 kusů, kterou dopravce využil v červenci téhož roku. První vůz byl dodán v listopadu 2021. V září téhož roku vyhrála Škoda Electric tendr na 23 parciálních vozů pro Dopravný podnik Bratislava, první kus byl dodán v srpnu 2023. V říjnu 2022 vyhrála Škoda Electric soutěž na dodání až 33 vozů pro Dopravní podnik města Ústí nad Labem. Oproti dříve dodaným vozům 27Tr mají disponovat dvěma motory s celkovým výkonem 250 kW. Celkem 21 parciálních trolejbusů 27Tr se dvěma hnacími nápravami objednal z rámcové smlouvy na až 33 vozidel ústecký dopravní podnik v prosinci 2022. Kontrakt na dodávku 4 vozů Škoda 27Tr s trakčními bateriemi v roce 2025 uzavřely Plzeňské městské dopravní podniky se Škodou Electric v prosinci 2022. Rámcová smlouva umožňuje využít do roku 2030 i opci na dalších až 16 kusů. Počátkem roku 2023 zvítězila Škoda Electric v soutěži na dodání 6 vozů s bateriovým pohonem pro Dopravný podnik mesta Prešov. V červenci téhož roku zvítězila Škoda v soutěži na dodání 4 vozů pro Dopravní podnik Ostrava s opcí na další 2 vozy.

## Dodávky trolejbusů
Od roku 2009 bylo vyrobeno 402 trolejbusů Škoda 27Tr.
| Současný stát | Město             | Článek | Karoserie     | Roky dodávek | Počet vozů | Evidenční čísla při dodání                        | Poznámky                                                      | Zdroj         |
| ------------- | ----------------- | ------ | ------------- | ------------ | ---------- | ------------------------------------------------- | ------------------------------------------------------------- | ------------- |
| Bulharsko     | Sofie             | článek | III. generace | 2013–2014    | 50         | 1650–1674, 2675–2699                              | 1650–2699 s dieselagregátem                                   | [ 29 ]        |
| Bulharsko     | Sofie             | článek | IV. generace  | 2021         | 30         | 2801–2830                                         | 2801–2830 s bateriovým pohonem                                | [ 30 ]        |
| Česko         | Brno              | článek | IV. generace  | 2021–2023    | 40         | 3648–3687                                         |                                                               | [ 31 ]        |
| Česko         | České Budějovice  | článek | III. generace | 2013–2017    | 6          | 89–94                                             | 91–94 s bateriovým pohonem                                    | [ 32 ]        |
| Česko         | České Budějovice  | článek | IV. generace  | 2018         | 11         | 401–411                                           | všechny s bateriovým pohonem                                  | [ 32 ]        |
| Česko         | Chomutov – Jirkov | článek | III. generace | 2018         | 10         | 027–036                                           |                                                               | [ 33 ]        |
| Česko         | Ostrava           | článek | III. generace | 2010–2018    | 11         | 3802–3812                                         | 3805–3812 se superkapacitory                                  | [ 34 ]        |
| Česko         | Ostrava           | článek | IV. generace  | 2024–2025    | 6          | 3813–3818                                         |                                                               | [ 34 ]        |
| Česko         | Plzeň             | článek | III. generace | 2010–2012    | 16         | 525–530, 535–544                                  | 527–530 a 540 s dieselagregátem                               | [ 35 ]        |
| Česko         | Plzeň             | článek | IV. generace  | 2019–2021    | 12         | 583–590, 601–604                                  | všechny s bateriovým pohonem                                  | [ 35 ]        |
| Česko         | Ústí nad Labem    | článek | III. generace | 2014–2015    | 10         | 610–619                                           | všechny hnaná 2. náprava                                      | [ 36 ]        |
| Česko         | Ústí nad Labem    | článek | IV. generace  | 2019–2024    | 42         | 620–628, 638–670                                  | všechny s bateriovým pohonem, 638–670 – hnaná 2. a 3. náprava | [ 36 ]        |
| Česko         | Zlín – Otrokovice | článek | III. generace | 2013–2014    | 11         | 451–461                                           |                                                               | [ 37 ]        |
| Lotyšsko      | Riga              | článek | III. generace | 2014–2020    | 100        | 17507–1779, 17801–17998, 27101–27341, 27516–27755 | všechny s dieselagregátem                                     | [ 38 ]        |
| Slovensko     | Bratislava        | článek | IV. generace  | 2023         | 23         | 6711–6733                                         | všechny s bateriovým pohonem (27TrA)                          | [ 39 ] [ 40 ] |
| Slovensko     | Prešov            | článek | IV. generace  | 2023–2024    | 6          | 805–810                                           | všechny s bateriovým pohonem (27TrA)                          | [ 41 ]        |
| Slovensko     | Žilina            | článek | IV. generace  | 2017–2019    | 18         | 266–277, 287–292                                  |                                                               | [ 42 ]        |

## Galerie

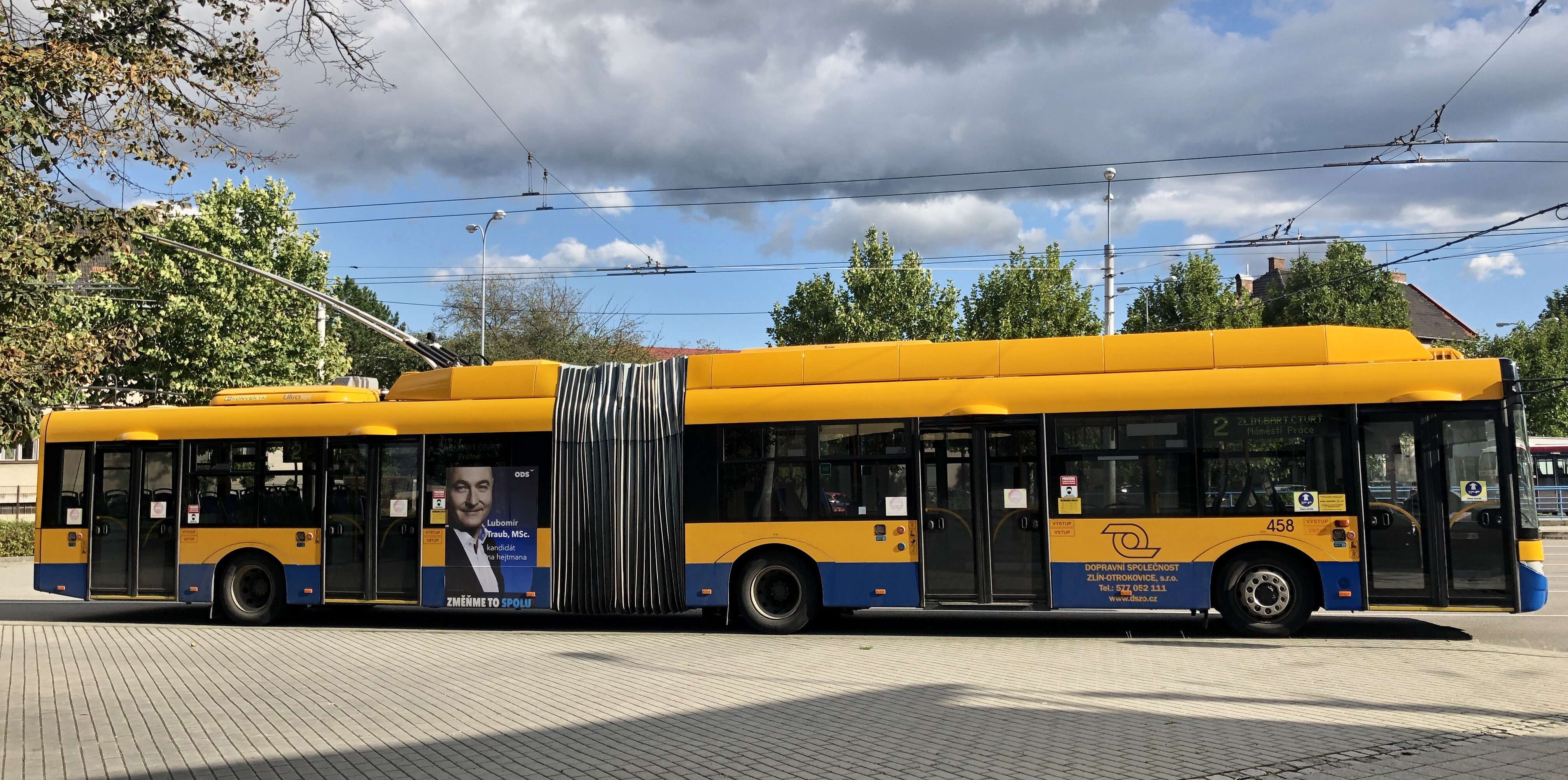
Boční pohled na Škodu 27Tr v Otrokovicích
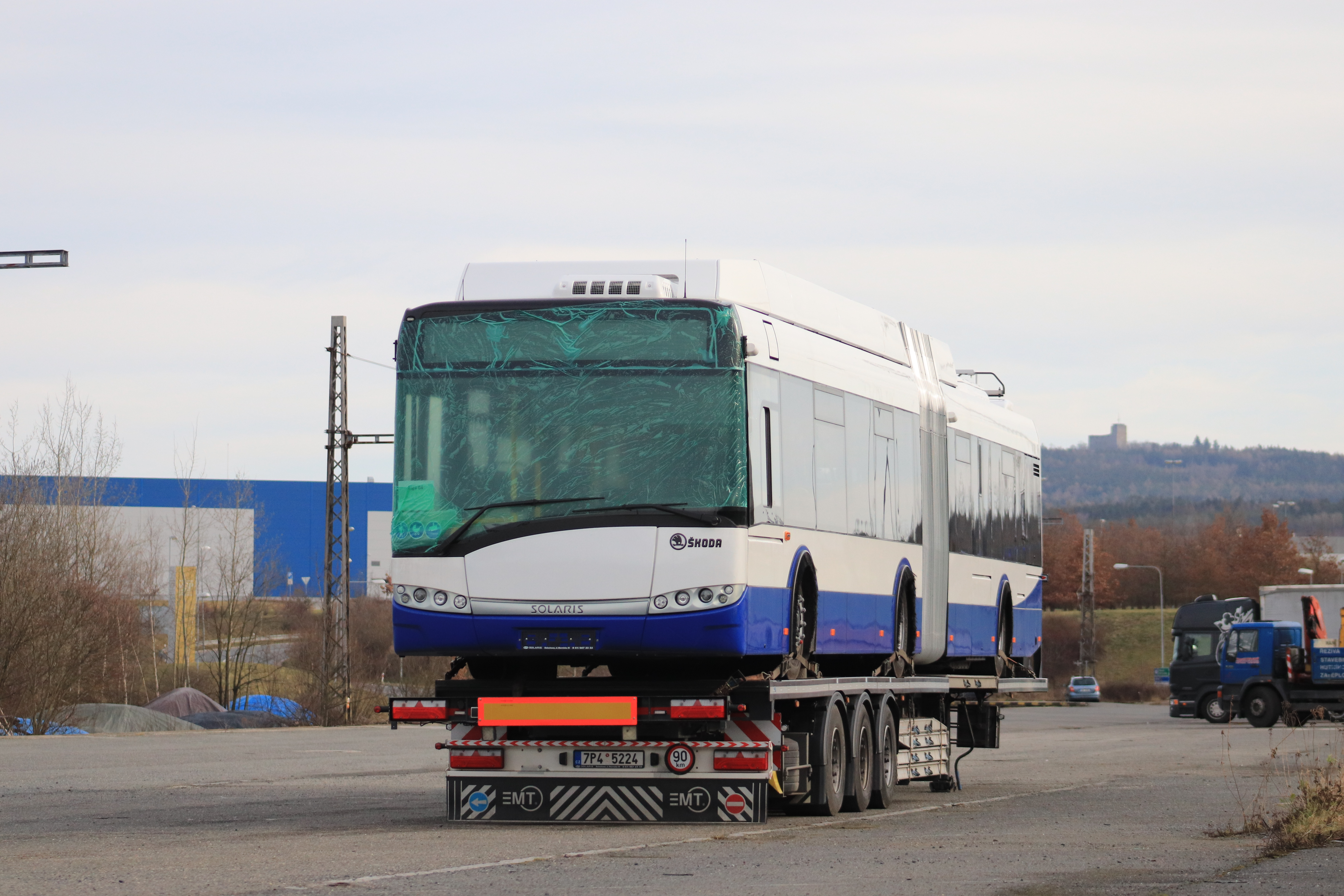
Exportní vůz 27Tr pro Rigu čekající v Plzni na převoz
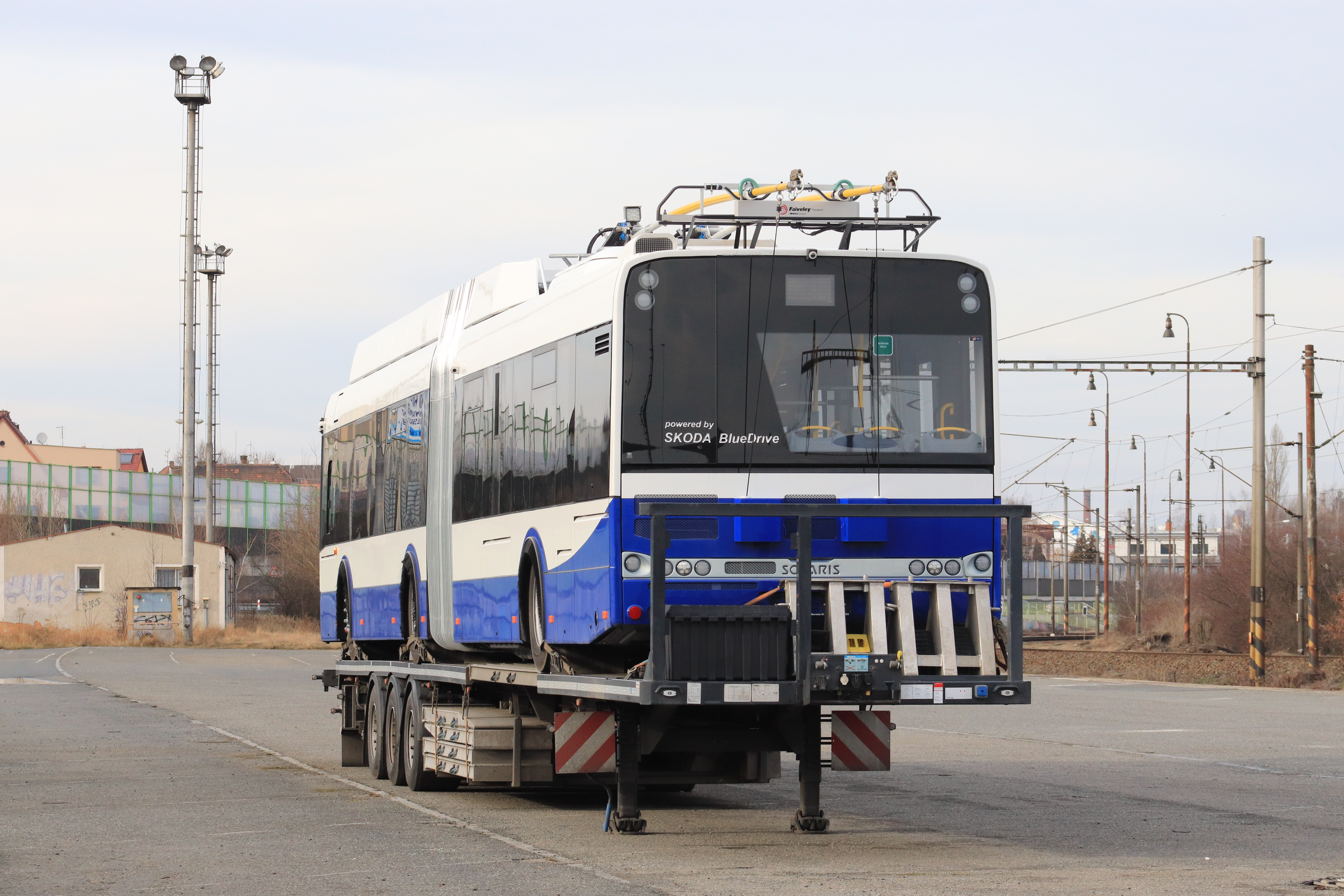
Zadní partie exportního vozu 27Tr pro Rigu
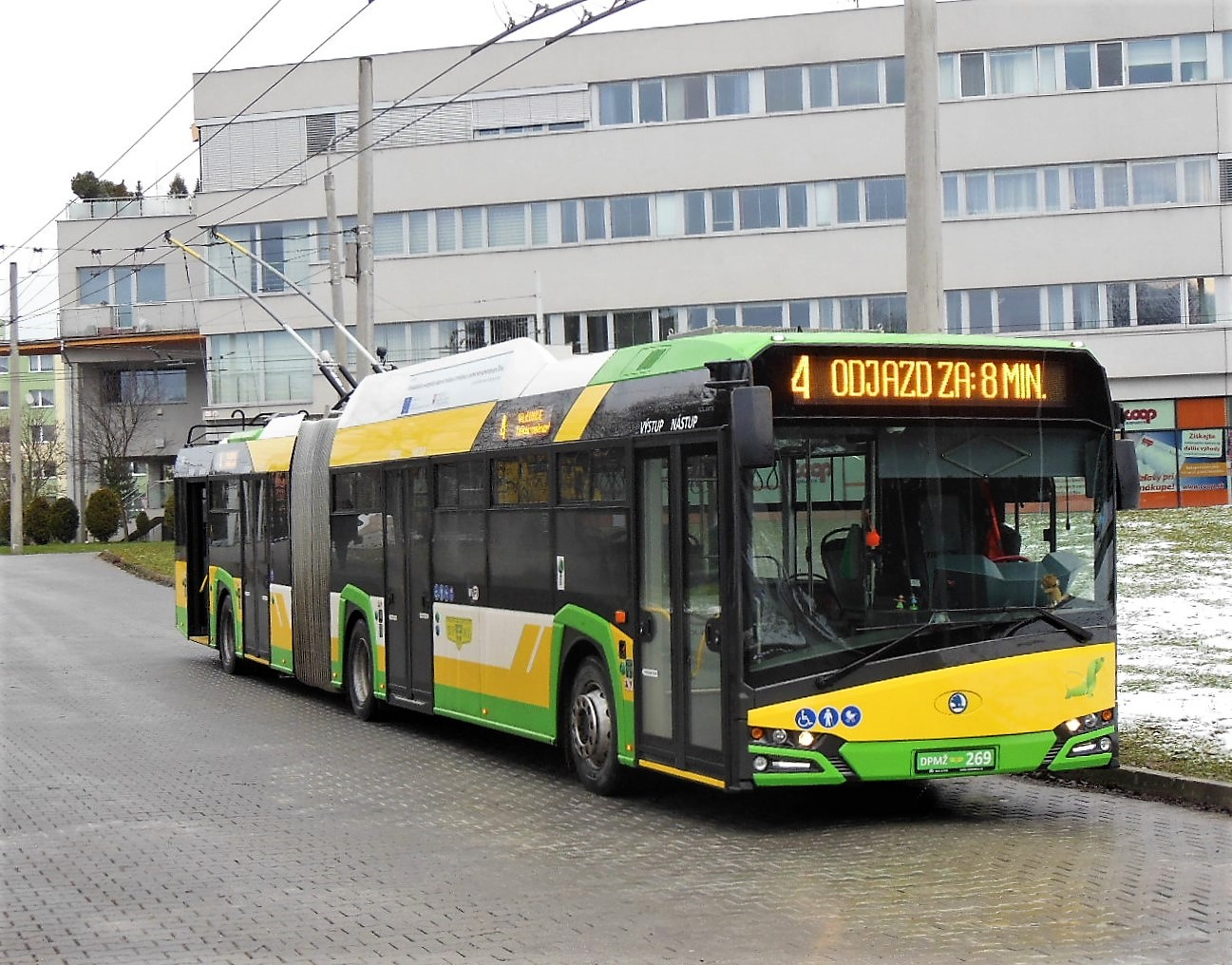
Škoda 27Tr s karoserií IV. generace v Žilině
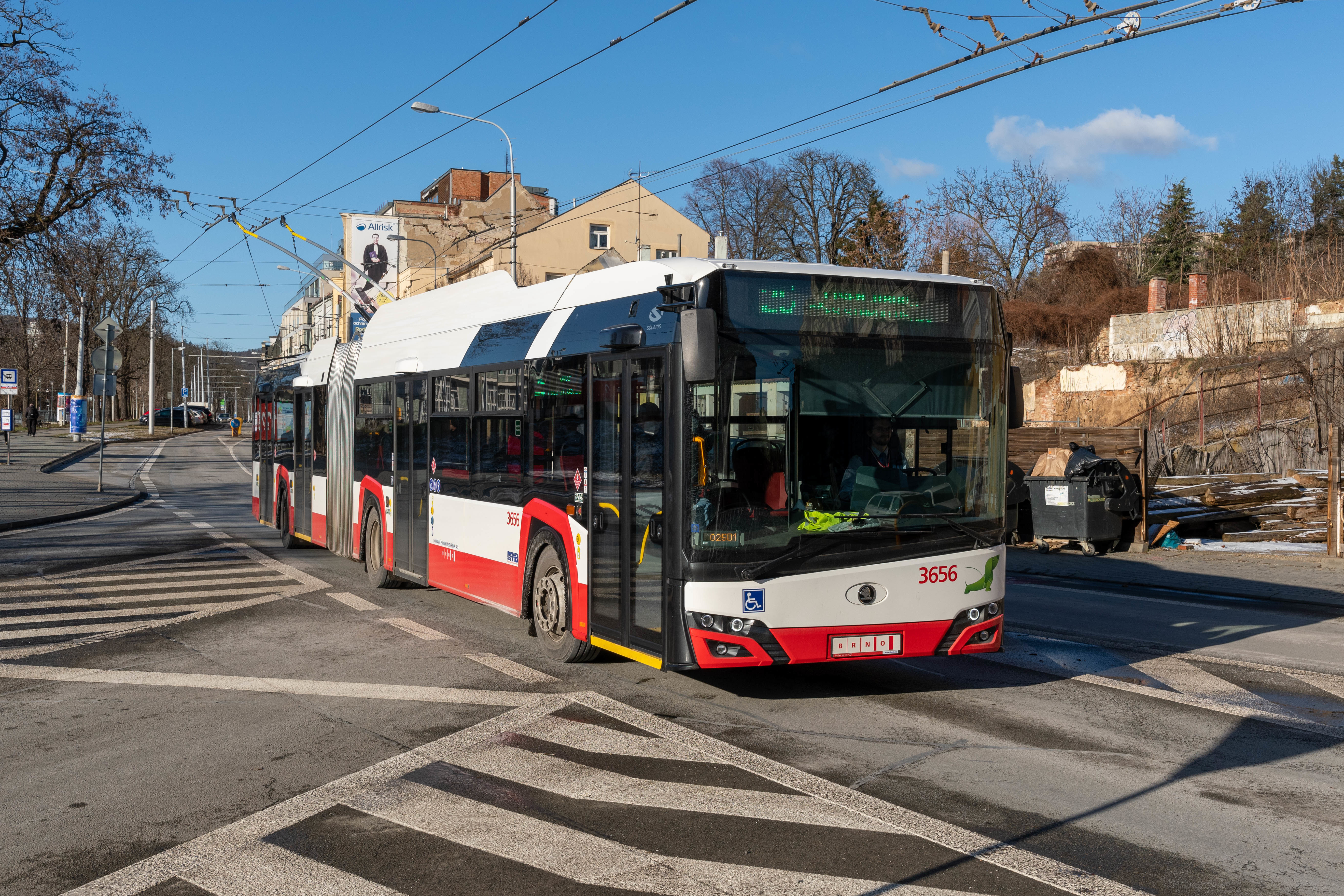
Škoda 27Tr s karoserií IV. generace po faceliftu v Brně
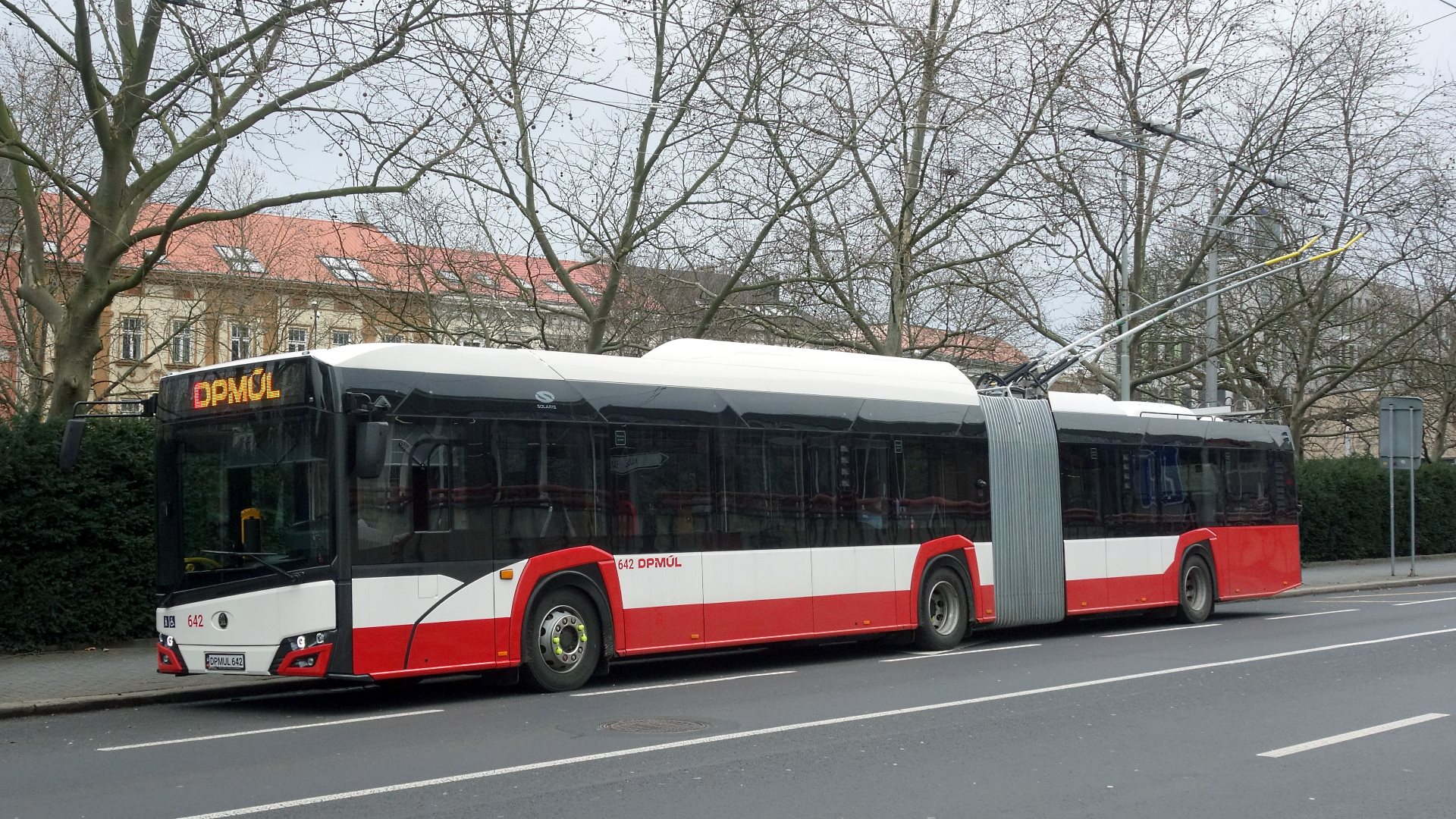
Dvoumotorová Škoda 27Tr s karoserií IV. generace v Ústí nad Labem